# Энтони, Коул
Ко́ул Хи́нтон Э́нтони (англ. Cole Hinton Anthony; род. 15 мая 2000 года в Портленде, штат Орегон, США) — американский профессиональный баскетболист, выступающий в Национальной баскетбольной ассоциации за команду  «Милуоки Бакс». Играет на позиции разыгрывающего защитника. На студенческом уровне выступал за команду университета Северной Каролины в Чапел-Хилле «Северная Каролина Тар Хилз». На драфте НБА 2020 года он был выбран под пятнадцатым номером командой «Орландо Мэджик».

## Ранние годы и средняя школа
Энтони родился в Портленде, Орегон, где в то время за «Портленд Трейл Блейзерс» играл его отец — Грег Энтони. Будучи младенцем Энтони переехал в Манхэттен, Нью-Йорк, где жил в пентхаусе. Энтони увлекался бейсболом, но в пятом классе остановил своё внимание на баскетболе. С раннего возраста баскетбольными навыками Энтони занимался Стив Харрис, наставник разыгрывающего «Бостон Селтикс» Кембы Уокера и видный деятель Любительского спортивного союза (AAU) в Нью-Йорке. В 11-летнем возрасте Энтони поучаствовал в документальном фильме Nickelodeon «Little Ballers», который режиссировала его мать — Кристал Маккрэри.
Энтони играл за школу архиепископа Моллоя из Бриарвуда, Нью-Йорк. В первый сезон Энтони набирал в среднем 16,9 очков и 6,7 подборов за игру. Во втором сезоне он набирал в среднем 20,7 очков, 7,8 подборов и 5,8 передач за игру. В третьем сезоне Энтони набирал в среднем 23,4 очков, 7,8 подборов и 4,1 передач за игру. В июле 2018 года он получил звание MVP турнира Nike Elite Youth Basketball League, набирая в среднем 26,9 очков, 7,6 подборов и 3,5 передач за 16 игр в составе команды PSA Cardinals.
28 июля 2018 Энтони объявил о своём переходе в академию Оук-Хилл из Маут-оф-Уилсон, Виргиния. В своём четвёртом сезоне в школьном баскетболе Энтони в среднем набирал 19 очков, 10,1 подборов, 10,5 передач и 3,4 перехвата за игру, став первым игроком Оук-Хилла, набиравшим трипл-дабл в среднем за матч. Энтони получил звания MVP трёх престижных школьных звёздных игр: McDonald's All-American, Nike Hoop Summit и Jordan Brand Classic.

## Карьера в колледже
23 апреля 2019 года Энтони согласился играть за университет Северной Каролины в Чапел-Хилле, отказав Джорджтаунскому, Орегонскому и университету Нотр-Дам.
6 ноября 2019 года Энтони дебютировал в регулярном чемпионате и набрал 34 очка, 11 подборов и 5 передач в победе над Нотр-Дамом со счётом 76—65, установив новый рекорд по количеству набранных очков в дебютном матче для игрока Северной Каролины и всей конференции ACC. 11 ноября Энтони получил призы лучшему игроку и новичку недели конференции ACC, набирая в среднем 27 очков, 10,5 подборов и 4 передачи в победах над Нотр-Дамом и УНК Уилмингтоном. 15 ноября он набрал 28 очков в победе над Гарднер-Уэббом со счётом 77—61, став первым новичком Северной Каролины, набиравшим не менее 20 очков в первых трёх играх.
17 декабря было объявлено, что Энтони пропустит от 4 до 6 недель после операции на частичном разрыве мениска. 1 февраля 2020 года Энтони вернулся и набрал 26 очков, 5 подборов и 3 передачи в поражении от Бостонского колледжа со счётом 70—71. 2 марта Энтони получил приз лучшему игроку недели конференции ACC, набирая в среднем 22 очка, 3,5 подборов и 6 передач в победах над НК Стэйт и Сиракьюсом. По итогам регулярной части сезона Энтони попал в третью сборную и в сборную новичков конференции ACC, набирая в среднем 18,5 очков, 5,7 подборов и 4 передачи за игру.
17 апреля 2020 года Энтони выставил свою кандидатуру на драфт НБА 2020 года.

## Профессиональная карьера

### Орландо Мэджик (2020—2025)
Энтони был выбран под 15-м номером на драфте НБА 2020 года командой «Орландо Мэджик. 21 ноября 2020 года подписал с Орландо контракт новичка, рассчитанный на 4 года. 23 декабря 2020 года дебютировал в НБА, выйдя со скамейки запасных, и набрал 6 очков, 2 подбора, 6 передач и 2 перехвата за 19 минут в победе над «Майами Хит» со счётом 113—107. 8 января 2021 года Энтони впервые вышел в стартовом составе команды НБА и набрал 15 очков, 2 подбора, 3 передачи и 2 перехвата за 28 минут в поражении от «Хьюстон Рокетс» со счётом 90—132. 20 января 2021 года он забросил победный трёхочковый бросок вместе с сиреной в победе над «Миннесота Тимбервулвз» со счётом 97—96. 25 января Энтони набрал лучшее в карьере 21 очко, а также сделал 5 подборов и отдал 3 передачи в победе над «Шарлотт Хорнетс» со счётом 117—108.
23 октября 2023 года Энтони и «Мэджик» подписали новый трехлетний контракт на 39 миллионов долларов.
15 апреля 2025 года Энтони набрал 26 очков, а также три подбора и шесть передач в победе над «Атлантой Хокс» со счетом 120-95 в рамках плей-ин. Эта победа обеспечила «Мэджик» место в плей-офф НБА.

### Мемфис Гриззлис (2025—настоящее время)
15 июня 2025 года Энтони был обменян вместе с Кентавиусом Колдуэллом-Поупом, четырьмя незащищенными пиками первого раунда, включая 16-й пик на драфте НБА 2025 года, и право на обмен пиками первого раунда 2029 года в «Мемфис Гриззлис» на Десмонда Бэйна. Перед тем, как выйти на площадку в составе «Гриззлис», Энтони был отчислен из команды после заключения соглашения о выкупе контракта 12 июля. 16 июля Энтони подписал контракт с «Милуоки Бакс».

## Карьера в сборной
Энтони выступал за юношескую сборную США на чемпионате Америки 2018 года, проходившем в Сент-Катаринс, Канада. В финале он набрал 18 очков в победе над сборной Канады со счётом 113—74, став победителем турнира. Он набирал в среднем 14,3 очков и 4,2 передачи за игру и попал в сборную турнира.

## Личная жизнь

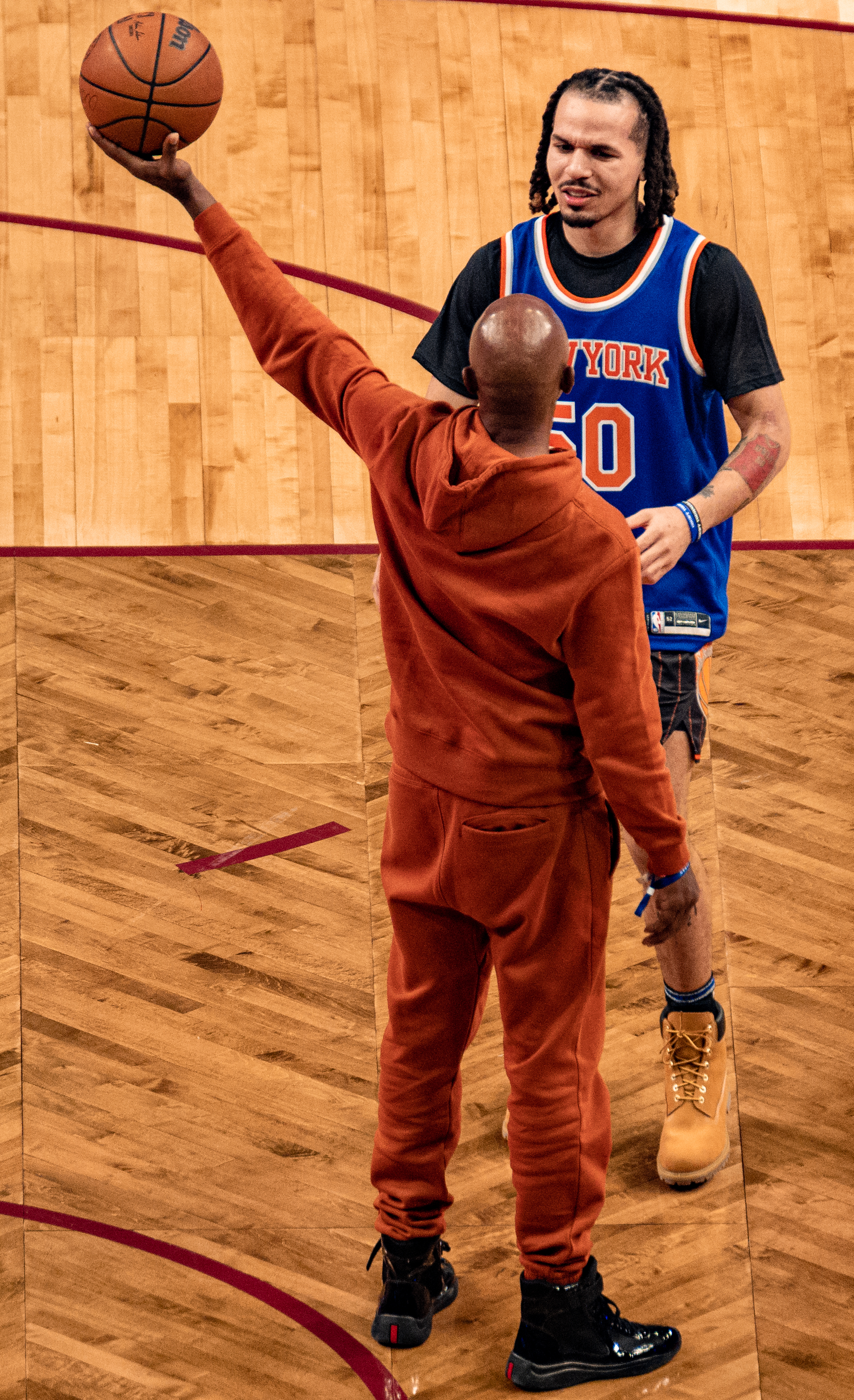
Энтони с отцом, Грегом, во время конкурса слэм-данков НБА 2022 года

Энтони - сын Грега Энтони и Кристал МакКрэри и пасынок Рэймонда Макгуайра. Грег Энтони был членом чемпионской команды UNLV сезона 1989/90 и играл в НБА в течение 11 сезонов, а затем присоединился к NBA TV и Turner Sports в качестве аналитика и телеведущего. Кристал МакКрэри работала юристом, а затем стала сценаристом и кинорежиссером. Макгуайр - банковский работник с Уолл-стрит, баллотировавшийся на выборах мэра Нью-Йорка.

## Статистика
| Сезон                                                                                    | Команда | Регулярный сезон | Регулярный сезон | Регулярный сезон | Регулярный сезон | Регулярный сезон | Регулярный сезон | Регулярный сезон | Регулярный сезон | Регулярный сезон | Регулярный сезон | Регулярный сезон | Серия плей-офф | Серия плей-офф | Серия плей-офф | Серия плей-офф | Серия плей-офф | Серия плей-офф | Серия плей-офф | Серия плей-офф | Серия плей-офф | Серия плей-офф | Серия плей-офф |
| Сезон                                                                                    | Команда | GP               | GS               | MPG              | FG%              | 3P%              | FT%              | RPG              | APG              | SPG              | BPG              | PPG              | GP             | GS             | MPG            | FG%            | 3P%            | FT%            | RPG            | APG            | SPG            | BPG            | PPG            |
| ---------------------------------------------------------------------------------------- | ------- | ---------------- | ---------------- | ---------------- | ---------------- | ---------------- | ---------------- | ---------------- | ---------------- | ---------------- | ---------------- | ---------------- | -------------- | -------------- | -------------- | -------------- | -------------- | -------------- | -------------- | -------------- | -------------- | -------------- | -------------- |
| 2020/21                                                                                  | Орландо | 47               | 34               | 27,1             | 39,7             | 33,7             | 83,2             | 4,7              | 4,1              | 0,6              | 0,4              | 12,9             | Не участвовал  | Не участвовал  | Не участвовал  | Не участвовал  | Не участвовал  | Не участвовал  | Не участвовал  | Не участвовал  | Не участвовал  | Не участвовал  | Не участвовал  |
| 2021/22                                                                                  | Орландо | 65               | 65               | 31,7             | 39,1             | 33,8             | 85,4             | 5,4              | 5,7              | 0,7              | 0,3              | 16,3             | Не участвовал  | Не участвовал  | Не участвовал  | Не участвовал  | Не участвовал  | Не участвовал  | Не участвовал  | Не участвовал  | Не участвовал  | Не участвовал  | Не участвовал  |
| 2022/23                                                                                  | Орландо | 60               | 4                | 25,9             | 45,4             | 36,4             | 89,4             | 4,8              | 3,9              | 0,6              | 0,5              | 13,0             | Не участвовал  | Не участвовал  | Не участвовал  | Не участвовал  | Не участвовал  | Не участвовал  | Не участвовал  | Не участвовал  | Не участвовал  | Не участвовал  | Не участвовал  |
|                                                                                          | Всего   | 172              | 103              | 28,4             | 41,1             | 34,5             | 86,1             | 5,0              | 4,6              | 0,7              | 0,4              | 14,2             | Не участвовал  | Не участвовал  | Не участвовал  | Не участвовал  | Не участвовал  | Не участвовал  | Не участвовал  | Не участвовал  | Не участвовал  | Не участвовал  | Не участвовал  |
| Наведите курсор мыши на аббревиатуры в заголовке таблицы, чтобы прочесть их расшифровку. |         |                  |                  |                  |                  |                  |                  |                  |                  |                  |                  |                  |                |                |                |                |                |                |                |                |                |                |                |

### Статистика в колледже
| Сезон                                                                                   | Команда           | GP | GS | MPG  | FG%  | 3P%  | FT%  | RPG | APG | SPG | BPG | PPG  |  |
| --------------------------------------------------------------------------------------- | ----------------- | -- | -- | ---- | ---- | ---- | ---- | --- | --- | --- | --- | ---- |  |
| 2019/20                                                                                 | Северная Каролина | 22 | 20 | 34,9 | 38,0 | 34,8 | 75,0 | 5,7 | 4,0 | 1,3 | 0,3 | 18,5 |  |
|                                                                                         | Всего             | 22 | 20 | 34,9 | 38,0 | 34,8 | 75,0 | 5,7 | 4,0 | 1,3 | 0,3 | 18,5 |  |
| Наведите курсор мыши на аббревиатуры в заголовке таблицы, чтобы прочесть их расшифровку |                   |    |    |      |      |      |      |     |     |     |     |      |  |